# Westwood (Boyd County, Kentucky)
Westwood és una població dels Estats Units a l'estat de Kentucky. Segons el cens del 2000 tenia 4.888 habitants.

## Demografia
Segons el cens del 2000, Westwood tenia 4.888 habitants, 2.004 habitatges, i 1.468 famílies. La densitat de població era de 483,9 habitants/km².
Dels 2.004 habitatges en un 26,6% hi vivien nens de menys de 18 anys, en un 58% hi vivien parelles casades, en un 11,3% dones solteres, i en un 26,7% no eren unitats familiars. En el 23,9% dels habitatges hi vivien persones soles el 10,5% de les quals corresponia a persones de 65 anys o més que vivien soles. El nombre mitjà de persones vivint en cada habitatge era de 2,43 i el nombre mitjà de persones que vivien en cada família era de 2,84.
Per edats la població es repartia de la següent manera: un 20,9% tenia menys de 18 anys, un 9% entre 18 i 24, un 26,1% entre 25 i 44, un 27% de 45 a 60 i un 16,9% 65 anys o més.
L'edat mediana era de 41 anys. Per cada 100 dones de 18 o més anys hi havia 90,8 homes.
La renda mediana per habitatge era de 29.394 $ i la renda mediana per família de 36.094 $. Els homes tenien una renda mediana de 30.196 $ mentre que les dones 19.938 $. La renda per capita de la població era de 18.455 $. Entorn del 9,1% de les famílies i el 14,2% de la població estaven per davall del llindar de pobresa.

## Poblacions més properes
El següent diagrama mostra les poblacions més properes.